# ایرا مورچینسون
ایرا مورچینسون (انگلیسی: Ira Murchison; ۶ فوریهٔ ۱۹۳۳ – ۲۸ مارس ۱۹۹۴) دونده اهل ایالات متحده آمریکا بود.